# نظام المحاصيل
يشير مصطلح نظام المحاصيل (بالإنجليزية: Cropping system) إلى تسلسل المحاصيل وتقنيات الإدارة المستخدمة في مجال زراعي معين على مدى سنوات. يشمل جميع الجوانب المكانية والزمنية لإدارة النظام الزراعي. تاريخياً، تم تصميم أنظمة المحاصيل لزيادة الغلة إلى أقصى حد، ولكن الزراعة الحديثة تهتم بشكل متزايد بتعزيز الاستدامة البيئية في أنظمة المحاصيل.

## اختيار المحاصيل
اختيار المحاصيل أمر أساسي لأي نظام محصول. في تقييم ما إذا كان سيتم زراعة محصول معين، يجب على المزارع النظر في ربحيته، وقدرته على التكيف مع الظروف المتغيرة، ومقاومة الأمراض، ومتطلبات تكنولوجيات محددة أثناء النمو أو الحصاد. يجب عليهم أيضًا مراعاة الظروف البيئية السائدة في مزرعتهم، وكيف سيتناسب المحصول مع العناصر الأخرى لنظام إنتاجهم.

## تنظيم المحاصيل وتناوبها
الأحادية هي ممارسة تزايد محصول واحد في منطقة معينة، حيث الاستزراع متعدد الأنواع ويشمل زراعة محاصيل متعددة في المنطقة. تعد الزراعة الأحادية (أو الزراعة الأحادية المستمرة) نظامًا يتم فيه زراعة نفس المحصول في نفس المنطقة لعدد من مواسم النمو. تتكون العديد من المزارع الحديثة من عدد من الحقول التي يمكن زراعتها بشكل منفصل وبالتالي يمكن استخدامها في تسلسل تناوب المحاصيل . تم استخدام تناوب المحاصيل لآلاف السنين ، وقد وجد على نطاق واسع أنه يزيد الغلة ويمنع التغيرات الضارة في بيئة التربة التي تحد من الإنتاجية على المدى الطويل. على الرغم من أن الآليات المحددة التي تنظم هذا التأثير غير مفهومة تمامًا، يُعتقد أنها مرتبطة بالتأثيرات التفاضلية على الخصائص الكيميائية والفيزيائية والميكروبيولوجية للتربة بواسطة المحاصيل المختلفة. من خلال التأثير على التربة بطرق مختلفة ، تساعد المحاصيل في الدورة على استقرار التغيرات في هذه الخصائص. هناك اعتبار آخر هو أن العديد من الآفات الزراعية خاصة بالأنواع ، لذلك فإن وجود أنواع معينة موجودة في حقل ما في بعض الوقت يساعد على منع نمو أعداد آفاتها.
كما أن تنظيم النباتات الفردية داخل الحقل يختلف أيضًا ويعتمد عادةً على المحصول الذي يتم زراعته. تزرع العديد من الخضروات والحبوب والفواكه في صفوف متجاورة واسعة بما يكفي للسماح بالزراعة (أو القص ، في حالة الفاكهة) دون الإضرار بنباتات المحاصيل. تهدف أنظمة أخرى إلى أقصى كثافة نباتية وليس لها مثل هذا التنظيم. تزرع الأعلاف بهذه الطريقة ، حيث أن حركة الحيوانات متوقعة ويحتاج إلى أقصى كثافة نباتية لتغذيتهم ، وكذلك المحاصيل المغطاة ، لأن الغرض من التنافس مع الأعشاب ومنع تآكل التربة يعتمد إلى حد كبير على الكثافة.